# Бамир Топи
Бамир Миртеза Топи (на албански: Bamir Myrteza Topi) е бивш президент на Албания, от 24 юли 2007 до 24 юли 2012 година.
Роден е в столицата на страната Тирана. Следва ветеринарни науки в Земеделския университет в Тирана, където получава и научната степен доктор.
Бамир Топи изповядва ислям.
Встъпва в длъжност като президент на 24 юли 2007 г. Неговият предшественик на поста е Алфред Моисиу, а приемник – Буяр Нишани.